# Saint-Martin-de-Lansuscle
 Saint-Martin-de-Lansuscle  es una población y comuna francesa, situada en la región de Languedoc-Rosellón, departamento de Lozère, en el distrito de Florac y cantón de Saint-Germain-de-Calberte.

## Demografía
| 151 | 135 | 108 | 99 | 102 | 141 |
| Para los censos de 1962 a 1999 la población legal corresponde a la población sin duplicidades (Fuente: INSEE [Consultar]) |     |     |    |     |     |